# 埼玉県道158号川島こども動物自然公園自転車道線

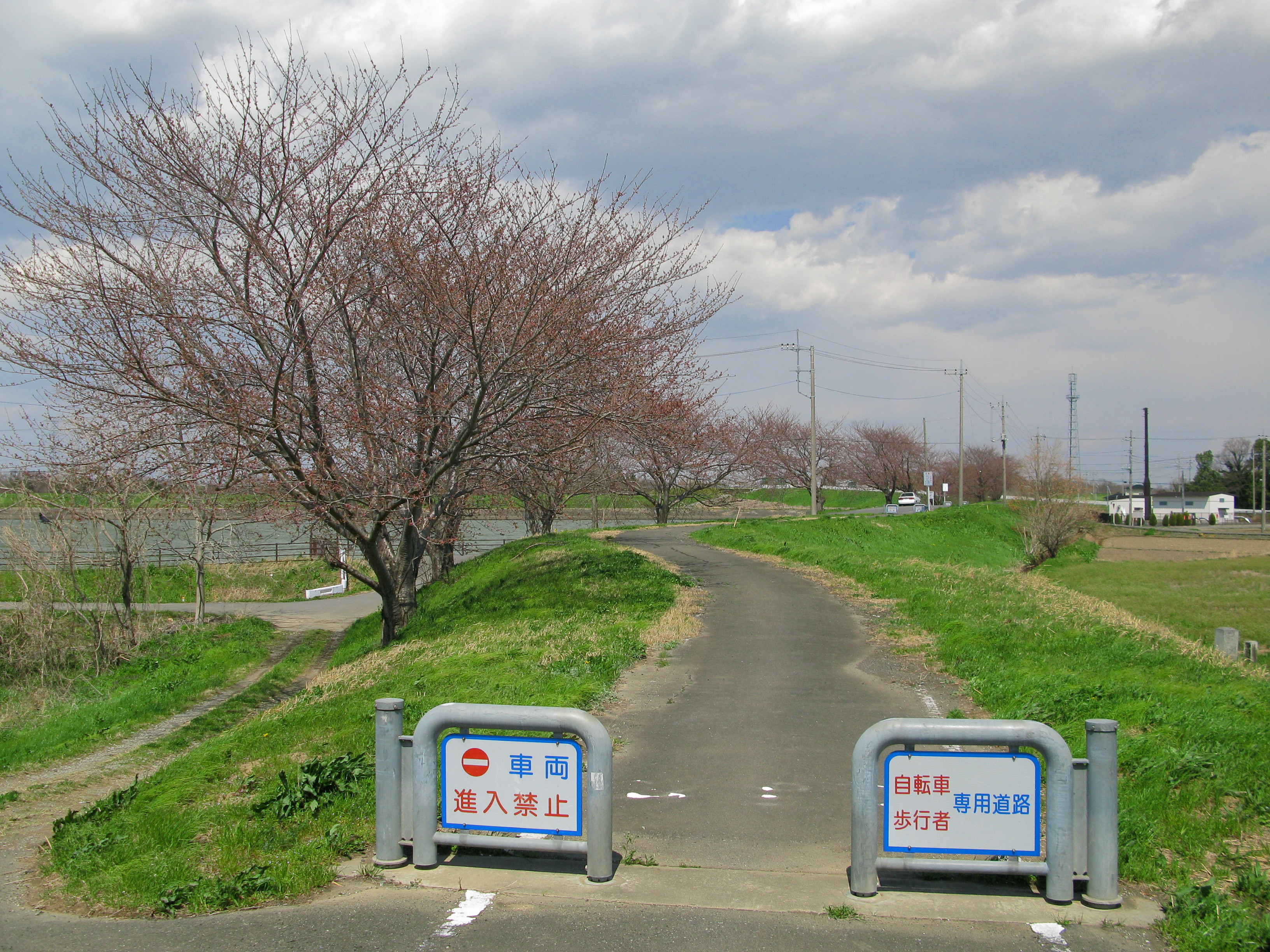
川島町梅ノ木地区（2012年4月）

埼玉県道158号川島こども動物自然公園自転車道線（さいたまけんどう158ごう かわじまこどもどうぶつしぜんこうえんせん）は、埼玉県比企郡川島町から同県東松山市に至る、都道府県道である。 全線にわたって「川島こども動物自然公園自転車道」と表記されているが、さいたま武蔵丘陵森林公園自転車道線との分岐点のみ「比企自転車道」の表記がある（なお、比企丘陵に向かう自転車道は当自転車道ではなく、さいたま武蔵丘陵森林公園自転車道線である）。

## 概要
埼玉県道158号川島こども動物自然公園自転車道線は、埼玉県道155号さいたま武蔵丘陵森林公園自転車道線から川島町大字松永にある松永橋付近で分岐し、市野川・長楽用水・九十九川の堤防を通り、東松山市大字岩殿の埼玉県こども動物自然公園に至る12.8kmの県道（自転車歩行者専用道路）である。
起点から市野川大橋までの市野川右岸堤防沿いの2.6kmの区間は未整備区間となっていたが、2016年8月に整備が完了し、全面舗装となった。
なお、都幾川に架かる早俣橋から九十九川に架かる新九十九橋迄は埼玉県道212号岩殿観音南戸守線及び国道407号東松山バイパスの歩道が指定されている
- 起点：埼玉県比企郡川島町大字松永（松永橋）
- 終点：埼玉県東松山市大字岩殿（埼玉県こども動物自然公園）

## 通過する自治体
- 埼玉県
  - 比企郡川島町
  - 東松山市

## 交差する主な道路
- 埼玉県道155号さいたま武蔵丘陵森林公園自転車道線（比企郡川島町大字松永地内）
- 埼玉県道76号鴻巣川島線（徒歩橋）
- 大里比企広域農道（市野川大橋）
- 国道254号（山王橋）
- 埼玉県道212号岩殿観音南戸守線（早俣橋 - 高坂神社交差点、重複）
- 国道407号東松山バイパス（高坂神社交差点 - 九十九川間重複）
- 関越自動車道

## 周辺
- 荒川
- 市野川
- さくら堤公園
- 梅ノ木古凍貯水池
- 富貴ゴルフ倶楽部
- 都幾川
- うらら花高坂
  - ピオニウォーク東松山（ショッピングモール）
- 九十九川
- むさし緑園都市高坂地区
- 高坂カントリークラブ
- 埼玉県こども動物自然公園
- 大東文化大学
- 埼玉県平和資料館
- 物見山
- 岩殿観音